# Герб Староюрьевского района
Герб муниципального образования Старою́рьевский район Тамбовской области Российской Федерации.
Герб района утверждён решением Первомайского районного Совета народных депутатов от 26 августа 2011 года № 45.
Герб внесён в Государственный геральдический регистр Российской Федерации под регистрационным номером 7213.

## Описание герба
«В лазоревом поле на зелёной земле, обременённой узким волнистым серебряным поясом, две золотые бревенчатые башни с остроконечными кровлями и между ними того же металла лира под золотой пятилучевой звездой».
Герб Староюрьевского района в соответствии со статьёй 4 Закона Тамбовской области от 27.03.2003 года № 108-З «О гербе Тамбовской области» может воспроизводится с вольной частью — четырёхугольником, примыкающим к верхнему правому углу герба Староюрьевского района с воспроизведёнными в нем фигурами из герба Тамбовской области.
Герб Староюрьевского района в соответствии с Методическими рекомендациями по разработке и использованию официальных символов муниципальных образований (Раздел 2, Глава VIII, п.п. 45-46), утверждёнными Геральдическим советом при Президенте Российской Федерации 28.06.2006 года может воспроизводиться со статусной короной установленного образца.

## Обоснование символики

Герб рода Новиковых

Герб языком символов и аллегорий отражает природные, исторические и культурные особенности Староюрьевского района.
Староюрьевский район был образован из бывшего Козловского уезда Тамбовской области. В средние века, когда южная граница Руси проходила по землям современной Тамбовской области здесь была построена Козловская и Тамбовская сторожевые черты, представлявшие собой глубокий ров с насыпным валом, в разрывах которого ставились деревянные сторожевые башни.
Староюрьевский район — связан со многими известными деятелями науки и культуры России. Здесь родились композитор и театральный деятель А. Н. Верстовский (имение Селивёрстово, близ села Мезинец) и писатель, публицист, просветитель А. И. Новиков (Новоалександровка). В селе Спасском работал крепостной художник, ученик великого А. Г. Венецианова — Г. В. Сорока. На берегу реки Вишнёвки (село Вишневое) находилась усадьба адвоката с европейской славой Ф. Н. Плевако.
Фигуры герба Староюрьевского района отражают:
 — две сторожевые башни — аллегория Козловской сторожевой черты;
 — лира — символизирует уроженца Староюрьевского района А. Н. Верстовского;
 — пятилучевая звезда — фигура из герба рода Новиковых — символизирует А. И. Новикова;
 — волнистый пояс — аллегория реки Лесной Воронеж, пересекающей всю территорию района с севера на юг.
Лазурь — символ возвышенных устремлений, искренности, преданности, возрождения.
Зелёный цвет символизирует природу, весну, здоровье, молодость и надежду.
Золото — символ высшей ценности, величия, богатства, урожая.
Серебро — символ чистоты, открытости, божественной мудрости, примирения.
Герб района разработан Союзом геральдистов России.

## История герба
Первоначально герб района был утверждён 27 мая 2011 года решением Староюрьевского районного Совета народных депутатов № 38.
26 августа 2011 года Решением Староюрьевского районного Совета народных депутатов от № 45,в описании герба восьмиконечная звезда в гербе была заменена на пятиконечную.
Авторская группа создания герба: идея герба — Сергей Янов (п. Малаховка), Константин Мочёнов (Химки); компьютерный дизайн — Ольга Салова (Москва); обоснование символики — Вячеслав Мишин (Химки).